# Suinae
Los suinos (Suinae) son una subfamilia de mamíferos artiodáctilos de la familia Suidae que comprende la mayoría de los miembros vivos de la familia Suidae incluyendo al cerdo doméstico, el jabalí y miembros afines, como las babirusa, además de muchos taxones fósiles.

## Clasificación
La subfamilia Suinae comprenden, entre extintos y vivos, los siguientes táxones:
- Subfamilia Suinae
  - Tribu Babyrousini
    - Género Babyrousa (Pleistoceno a Reciente)
      - Babyrousa babyrussa
      - †Babyrousa bolabatuensis
      - Babyrousa celebensis
      - Babyrousa togeanensis

  - Tribu †Hippohyini
    - Género †Hippohyus (Mioceno a Pleistoceno)
    - Género †Sinohyus (Mioceno)
    - Género †Sivahyus (Mioceno a Plioceno)

  - Tribu Potamochoerini
    - Género †Celebochoerus (Plioceno a Pleistoceno)
    - Género Hylochoerus (Pleistoceno a Reciente)
      - Hylochoerus meinertzhageni

    - Género †Kolpochoerus (Plioceno a Pleistoceno) (sinónimos Ectopotamochoerus, Mesochoerus, Omochoerus, Promesochoerus)
    - Género Potamochoerus (Mioceno a Reciente)
      - Potamochoerus larvatus
      - Potamochoerus porcus

    - Género †Propotamochoerus (Mioceno a Plioceno)

  - Tribu Suini
    - Género †Eumaiochoerus (Mioceno)
    - Género †Hippopotamodon (Mioceno a Pleistoceno)  (sinónimo Limnostonyx)
    - Género †Korynochoerus (Mioceno a Plioceno)
    - Género †Microstonyx (Mioceno)
    - Género Sus (Mioceno a Reciente)
      - Sus ahoenobarbus
      - Sus barbatus
      - Sus bucculentus
      - Sus cebifrons
      - Sus celebensis
      - Sus heureni
      - Sus oliveri
      - Sus philippensis
      - Sus salvanius
      - Sus scrofa (también S. domesticus)
      - Sus verrucosus
      - †Sus strozzi

  - Tribu Phacochoerini
    - Género †Metridiochoerus (Plioceno a Pleistoceno)
    - Género Phacochoerus (Plioceno a Reciente)
      - Phacochoerus aethiopicus
      - Phacochoerus africanus

    - Género †Potamochoeroides (Plioceno, quizá Pleistoceno)
    - Género †Stylochoerus (Pleistoceno)